# Ploatz

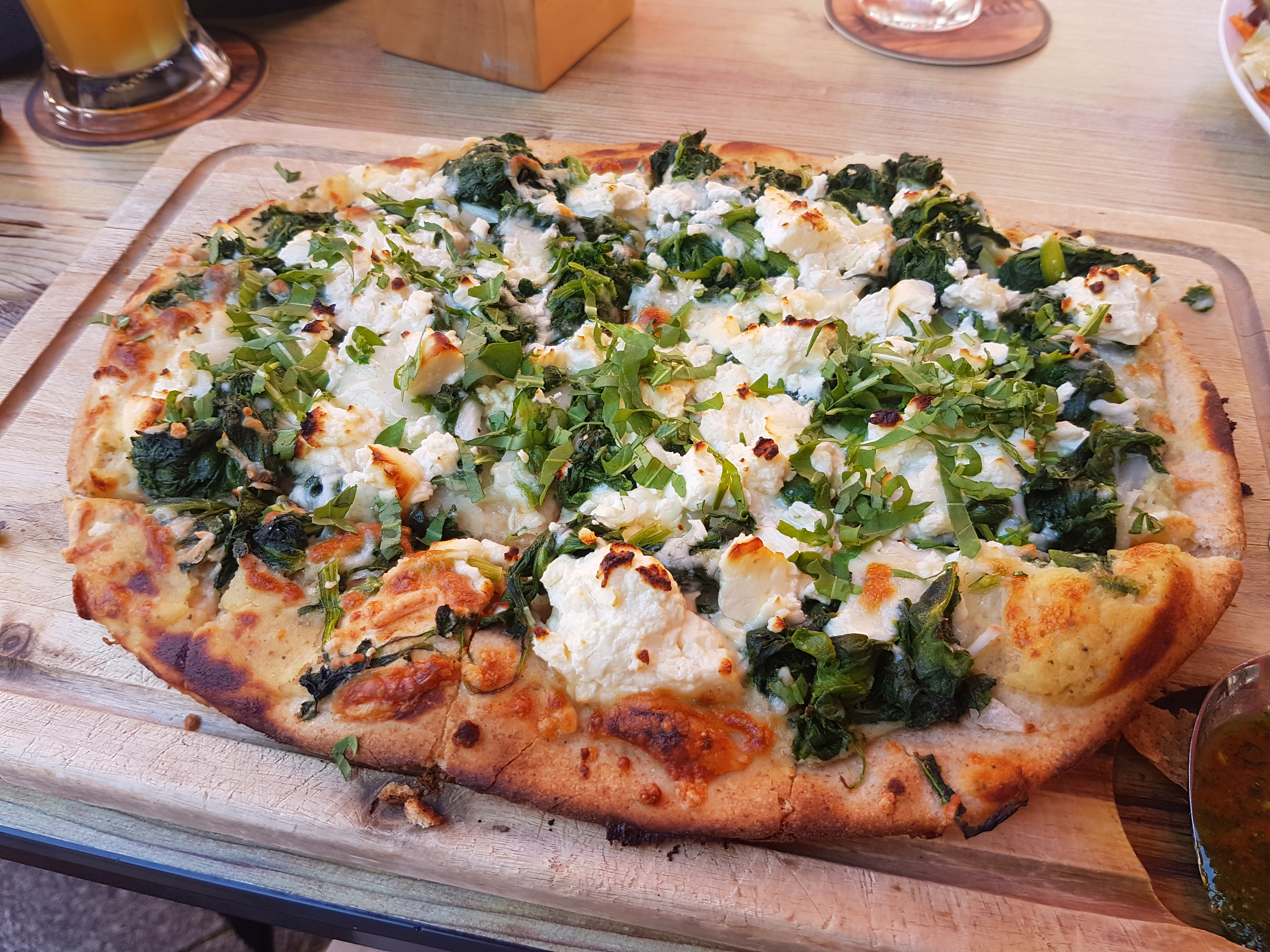
Rhöner Plootz

Der Ploatz, auch Bloads, Salzekuchen, Blaatz oder auch Plootz ist ein in Oberhessen, Mainfranken/Unterfranken, Mittelfranken, der Rhön und Hohenlohe verbreitetes salziges/süßes Hefegebäck. Es ist ein Blechkuchen mit unterschiedlichem Belag. Ähnliche Kuchen aus anderen Regionen sind der Flammkuchen oder der Bätscher.

## Etymologie
Im Deutschen gibt es für den dünnen belegten oder nicht belegten Teig das Wort „Platz“, als fränkisches Beispiel „Zwiwwelblootz“. Das Diminutiv davon ist „Plätzchen“. Im Deutschen Wörterbuch der Brüder Grimm wird es so erklärt: „flacher (platter) dünner kuchen, fladen, brotkuchen u.s.w.“

## Blechkuchen

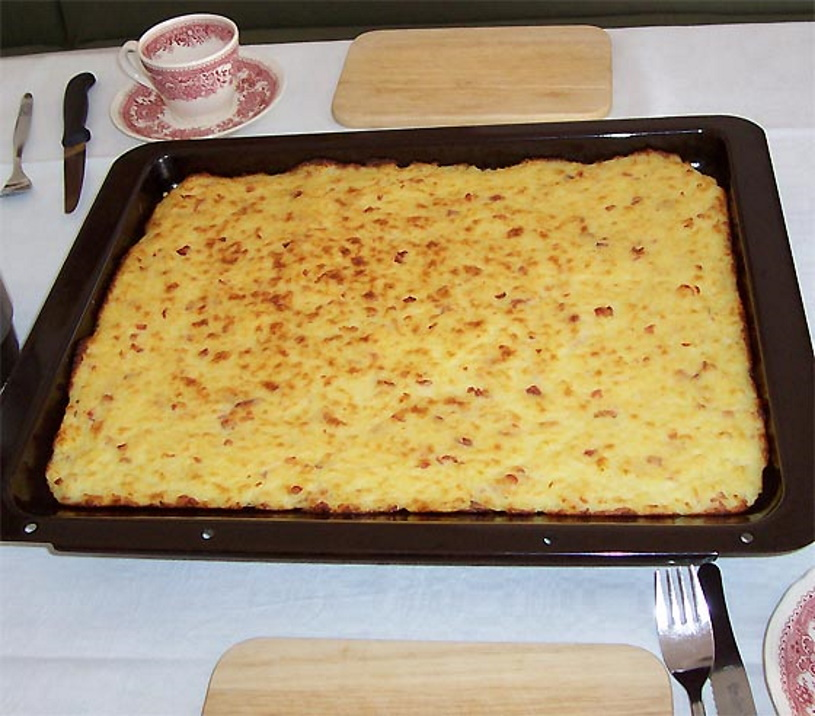
Angersbacher Ploatz

Die Trägerschicht des Kuchens besteht aus Roggenteig. Die Belagschicht besteht aus Kartoffeln, fettarmem Quark, Rüböl, Schnittlauch oder Lauch, eventuell Speck oder Bauchseite.
Beispiele für die „salzigen“ Ploatzen sind der weit verbreitete Kartoffelploatz (Garduffelsbloads) oder der Zwibbelsploatz. Beim „Zwibbelsploatz“ besteht der Hauptbelag aus Zwiebeln, ergänzt mit Bauchseite, Lauch, Schnittlauch und Schmand. Der Belag des Kartoffelploatzes besteht aus einer Mischung aus gekochten und dann zerstampften Kartoffeln, vermischt mit Quark, Rüböl und Schnittlauch.
Beispiele für die süße Varianten des Kuchens sind der Apfelploatz (mit Äpfeln und Schmand) oder auch der aus Haunetal bekannte Beerploatz (oft mit Heidelbeeren und süßer oder saure Sahne sowie viel Zucker), sowie der in Unterfranken Guätscheploatz genannte süßsaure Zwetschgenkuchen.

## Geschichte

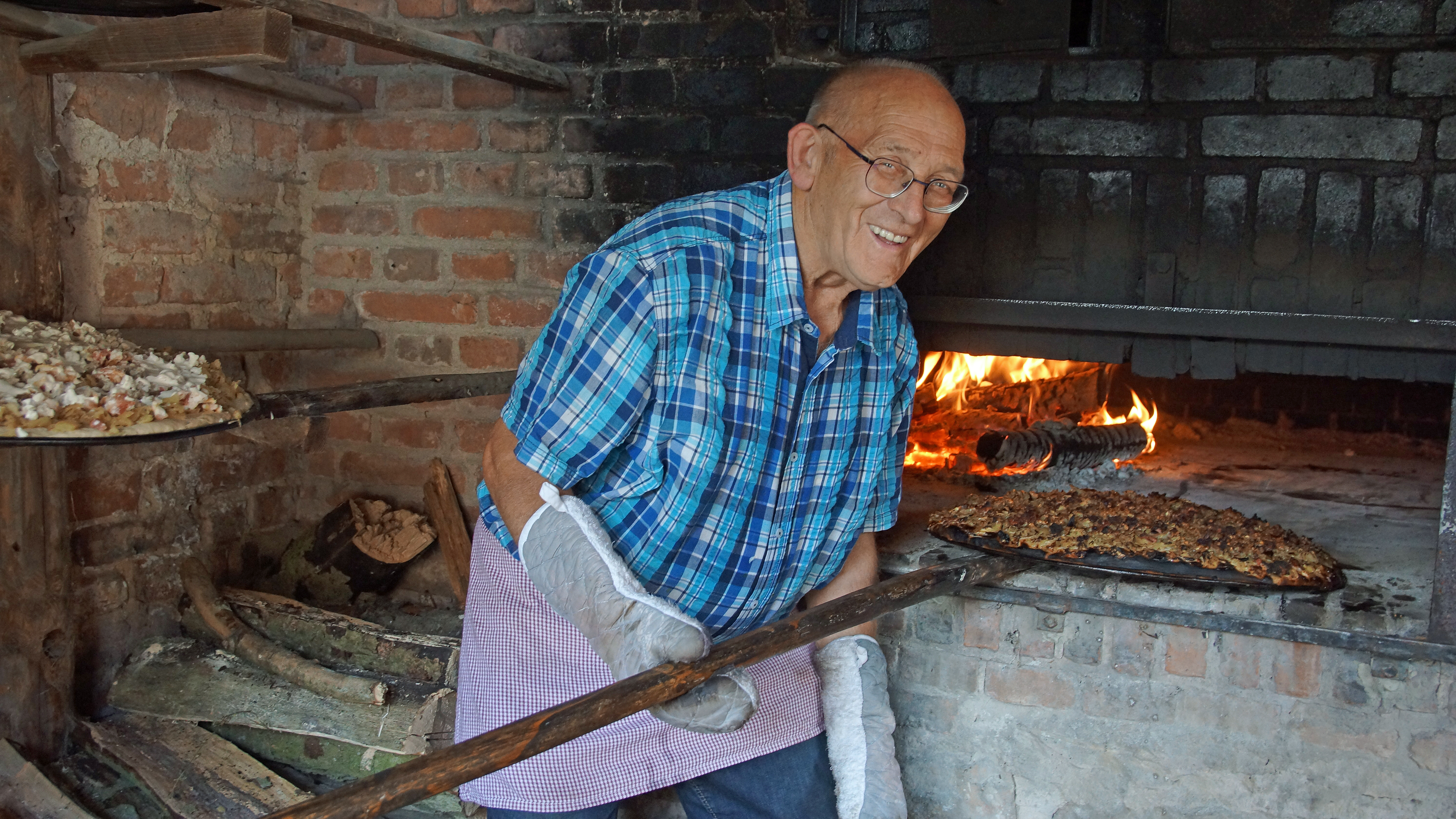
Ploatz aus dem Holzbackofen

Der Ploatz war ein Lebensmittel einer armen bäuerlichen Bevölkerung. Das jeweilige Rezept richtete sich nach der finanziellen Lage der bäuerlichen Bevölkerung. Ebenso war der Kuchen nicht jederzeit verfügbar. So gab es diesen Blechkuchen nur, wenn eine Familie oder eine Gemeinschaft von Höfen (Familien) im Dorfbackhaus oder im hofeigenen Backhaus gebacken hatte. Die Trägerschicht bestand aus Roggenteig, der beim Brotbacktag übrig blieb. Die Belagschicht bestand ebenfalls aus den Speisen, die in der bäuerlichen Dorfgemeinschaft noch verfügbar waren. Der Belag richtete sich daher im Wesentlichen danach, was geerntet wurde oder ob ein Schlachttag im Ort war.
Als die Zeit der Dorfbackhäuser sich dem Ende zuneigte, buken einige Familien beim ortsansässigen Bäcker ihr Blech Ploatz (Backlohn 1957: 30 Pfennige, was heute inflationsbereinigt etwa 0,87 Euro entspricht). Mit der Verbreitung des Elektrobackofens und des gleichzeitigen gesellschaftlichen Umbaus der bäuerlichen dörflichen Gemeinschaft wurde der Ploatz nur noch wenig gebacken.
Es kam erst wieder zu einer Renaissance des Ploatzes, als es in den Ortschaften Backhausvereine oder freie Gemeinschaften (Backhausfeste) gab. Zu dieser Zeit wurden auch die vielen regionalen Rezepturen wieder bekannt, die oft von Hof zu Hof und von Ort zu Ort unterschiedlich waren. So konnten zum Beispiel die Zwiebeln für den Belag angedünstet oder roh aufgelegt werden.
Regional ist das Backen eines Kerweblaatz zur örtlichen Kirchweih üblich.